# Maira gracilicornis
Maira gracilicornis là một loài ruồi trong họ Asilidae. Maira gracilicornis được Meijere miêu tả năm 1913. Loài này phân bố ở miền Ấn Độ - Mã Lai.